# Verevi
Verevi – wieś w Estonii, w prowincji Tartu, w gminie Rannu.